# Diète de Ratisbonne

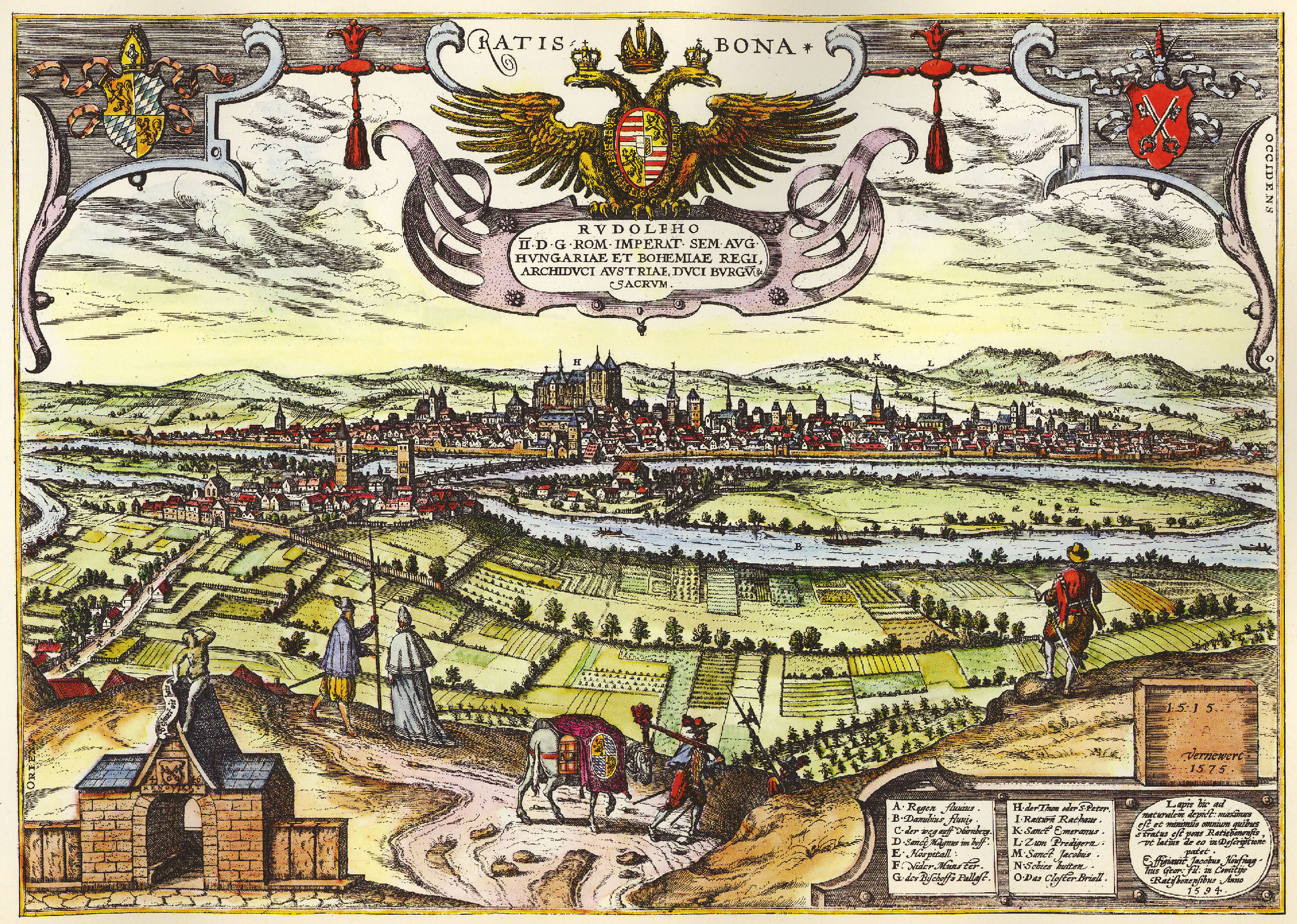
Ratisbonne vers 1600, gravure de Georg Braun et Franz Hogenberg.

Le Diète de Ratisbonne est un rassemblement d'États impériaux du Saint-Empire romain germanique, convoqué en 1623 par l'empereur Ferdinand II. À cette occasion, la dignité électorale du Palatinat est transférée au duc bavarois Maximilien. Cette rencontre marque un point culminant du pouvoir impérial pendant la guerre de Trente Ans.

## Contexte
La dernière Diète d'Empire s'est réunie en 1613. Dans le contexte des conflits religieux qui déchirent l'Empire et des premières années de la guerre de Trente Ans, l'empereur Ferdinand n'attend pas de solution aux problèmes en suspens d'une nouvelle assemblée.
Le pouvoir impérial s'est considérablement accru grâce à la victoire dans la guerre de Bohême. Dès 1621, Frédéric V du Palatinat transfère secrètement la dignité électorale à Maximilien de Bavière par ses propres pleins pouvoirs. En juillet 1622, l'empereur invite les électeurs de Cologne, Trèves, Mayence, Saxe et Brandebourg, et les souverains de Brunswick-Wolfenbüttel, Poméranie, Hesse-Darmstadt, Bavière, Salzbourg et Bamberg à une réunion à Ratisbonne. L'électeur vaincu Frédéric V du Palatinat ou ses envoyés n'y sont pas conviés.
Les mesures secrètes visant à transférer la dignité électorale du Palatinat à la Bavière sont déjà connues du public. Ceci, ainsi que les mesures anti-protestantes prévues en Bohême, conduit les princes protestants, à l'exception de Hesse-Darmstadt, à annuler leur participation. Seuls le Brandebourg et la Saxe sont représentés par des émissaires. L'assemblée se retrouve donc dominée par les États catholiques, et il y a peu d'espoir d'un règlement avec les protestants.

## Déroulement

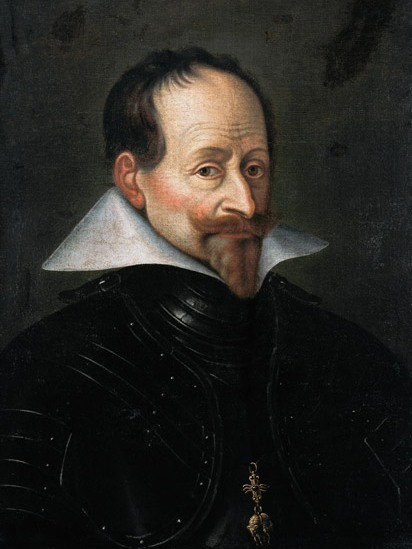
Maximilien Ier de Bavière, récipiendaire de la dignité électorale à partir de 1623.

L'Empereur est arrivé à Ratisbonne le 24 novembre 1622, les autres princes peu après. La réunion commence le 7 janvier 1623. Un sujet central des négociations est le transfert de la dignité électorale. Après de longues délibérations, un compromis est atteint : Maximilien de Bavière n'est nommé électeur qu'à vie, et un transfert ultérieur aux descendants de Frédéric V n'est pas exclu.
Par ailleurs, le Haut-Palatinat est transféré à la Bavière, le Palatinat rhénan étant lui sous administration espagnole.
A l'issue de la réunion du 25 février 1623 Maximilien est solennellement investi.

## Conséquences
Le colloque signifie une position renforcée de l'empereur et du parti catholique dans l'Empire, surtout dans le contexte d'un éventuel basculement absolutiste de l'Empire. Après tout, l'Empereur a décidé lui-même qui il invitait, et les procédures du colloque ont été fixées par la cour impériale. Cela distingue clairement ce Reichstag des précédents qui étaient régis par des règles impériales fixes ou d'autres assemblées réunissant diverses principautés.
On voyait ainsi se dessiner la possibilité de transformer les assemblées impériales en réunions dépendantes de l'Empereur et d'affaiblir durablement les pouvoirs des princes. Cependant, l'opposition de ceux-ci s'avère forte, et les assemblées électorales de 1619 à 1647 s'inscrivent dans la tradition. La force des princes face à l'empereur, quelle que soit leur couleur religieuse, devient évidente lors du Colloque de Ratisbonne de 1630.